# Le Tueur de l'ombre
Le Tueur de l'ombre (Den som dræber - Fanget af morket) est une série télévisée policière danoise diffusée sur Viaplay à partir de mars 2019. La série est sortie en français sur la chaîne Arte en septembre 2020 pour la saison 1 et en mars 2022 pour la saison 2 (sous le nom complet Le Tueur de l'ombre : la mort est aveugle).

## Saison 1

### Synopsis
À Copenhague, la police cherche des éléments sur la disparition d'une lycéenne, Julie. L'affaire piétinant depuis des mois, l'inspecteur chargé de l'enquête, Jan Michelsen, ressort une affaire similaire plus ancienne. En menant l'enquête à nouveau, il découvre le corps de la lycéenne disparue dix ans auparavant. Il soupçonne alors avoir affaire à un tueur en série. 
Son chef fait appel à Louise Bergstein, une profileuse qui a quitté la police pour s'occuper d'un groupe de femmes battues. D'abord réticente, celle-ci accepte de les aider. En étudiant l'entourage de la première victime, elle découvre un suspect qui n'avait pas été repéré à l'époque, Anders Kjeldsen.
Emma, une jeune femme récemment arrivée en ville, se réveille séquestrée dans une cave, avec Julie, encore en vie.

### Fiche technique
- Création : Ina Bruhn
- Réalisation : Carsten Myllerup
- Photographie : Eric Kress
- Musique : Jeppe Kaas
- Production : Miso Film

### Distribution
- Kenneth M. Christensen (VF : Daniel Njo Lobé) : Jan Michelsen
- Natalie Madueño (VF : Fily Keita) : Louise Bergstein
- Signe Egholm Olsen (VF : Anne O'Dolan) : Stine Velin
- Mads Riisom (VF : Stéphane Ronchewski) : Anders Kjeldsen
- Peter Mygind (VF : Frédéric Popovic) : Møller Thomsen 'MT'
- Tessa Hoder (VF : Marie Tirmont) : Emma Holst
- Regitze Estrup (VF : Dominique Vallée) : Gitte Hermansen
- Uffe Rørbæk Madsen (VF : Philippe Vincent) : Dennis Højbjerg
- Maibritt Saerens (VF : Bénédicte Charton) : Anette Karlslund
- Alvilda Lyneborg Lassen (VF : Karl-Line Heller) : Julie Vinding
- Dorte Højsted : Bente Velin
- Peter Plaugborg (VF : Sébastien Desjours) : Mikkel Velin
- Lotte Bergstrøm : Adams mor

### Réception critique
Le Figaro loue « une série glaçante et réussie » qui « montre sans détour l'horreur des crimes contre les femmes ». De même, Le Temps apprécie que la série « aborde d'une manière plus complexe qu'il n'y paraît les motifs de la brutalité et des sources de la haine ».
La critique du Monde est plus mitigée, jugeant que la série a de bonnes idées mais que la démonstration est « moyennement réussie » en raison de « clichés inutiles ».
La Croix fustige une « fiction éprouvante qui pourrait se passer de la crudité de certaines scènes ».

## Saison 2

### Synopsis
Sollicitée par Alice Ejbye dont le fils Markus a été étranglé après avoir été atrocement torturé cinq ans plus tôt, la profileuse Louise Bergstein collabore avec la cheffe de la police d’Odense, Karina Hørup, afin de réussir enfin à identifier le coupable.
Pendant ce temps, Peter Vinge, travaillant dans une scierie, est quitté par sa femme en poste à Singapour, a des difficultés à annoncer le divorce à leur fils Johannes.
D'autres meurtres surviennent, ainsi que la mort d'Alice. Les deux enquêtrices trouvent des similitudes entre les crimes par le mode opératoire violent, par des objets dérobés. Elles définissent un seul assassin, qui a également tué Alice. Louise en établit un portrait psychologique.
Johannes a des relations de plus en plus distantes avec son père dont les sorties nocturnes l'intriguent. Il est interrogé par la police. Peter et Louise ont une aventure d'un soir. L'enquête policière que Karina continue de son côté aboutit à l'arrestation de Peter. Johannes ira vivre avec sa mère à Singapour,,.

### Fiche technique
- Scénario : Ina Bruhn
- Musique : Mikkel Hess
- Réalisation : Jonas Alexander Arnby
- Production : Miso Film et Nordic Entertainment Group

### Distribution
- Natalie Madueño (VF : Fily Keita) : Louise Bergstein
- Tobias Santelmann (VF : Marc Arnaud) : Peter Vinge
- Helle Fagralid (VF : Micky Sébastian) : Karina Hørup
- Solbjørg Højfeldt (VF : Ariane Deviègue) : Alice Ejbye
- Kasper Leisner (VF : Eric Aubrahn) : Torben Vissinge
- Jens Andersen (VF : Laurent Morteau) : Søren Dedenroth
- Louis Næss-Schmidt : Johannes Vinge
- Josephine Park (VF : Rafaèle Moutier) : Masja Zelinsky
- Henrik Prip (VF : Marc Perez) : Leif Halborg
- Claus Flygare (VF : Bernard Lanneau) : Kaj Ejbye
- Rosalinde Mynster (VF : Victoria Grosbois) : Illona Larsen
- Joen Højerslev (VF : Guillaume Lebon) : Martin Fjellesen
- Paw Terndrup (VF : Frédéric Popovic) : Niels Ørslev
- Peder Thomas Pedersen : Bo Hørup
- Peter Gilsfort (VF : Bernard Boulet) : Gorm Quist
- Oscar Giese (VF : Stéphane Pouplard) : William Fjeldby
- Johannes Lassen (VF : Pascal Nowak) : David
- Peter Zandersen : Ricky Hansen
- Jeppe Rydell-Rasmussen : Esben Quist
- Téo Lepetit : Kasper Larsen
- Vilmer Trier Brøgger : Markus Ejbye